# Ausculta fili

Герб римского папы Бонифация VIII

Ausculta, fili (с лат. — «Слушай, мой сын») — булла римского папы Бонифация VIII, датированная 5 декабря 1301 года и адресованная французскому королю Филиппу Красивому, в которой глава католической церкви подчёркивал всю полноту папской власти и её преимущество над любой (без исключений) светской властью.
Как и все папские буллы, Ausculta, fili получила название по первым словам текста. Причиной издания буллы стало требование короля Филиппа IV Красивого лишить духовного звания епископа Памьерского Бернара Сессе, против которого король возбудил судебный процесс за оскорбление, измену и иные преступления.

## Предыстория
Легисты, окружавшие короля, — в особенности Гийом Ногарэ и Пьер Дюбуа — советовали королю изъять из ведения церковной юстиции целые категории уголовных дел. В 1300 г. отношения между Римом и Францией сразу приняли крайне обостренный характер. Епископ Памьерский Бернар Сессе, посланный Бонифацием к Филиппу в качестве специального легата, вёл себя чрезвычайно дерзко: он был представителем той партии в Лангедоке, которая особенно ненавидела северных французов. Король возбудил против него судебный процесс и потребовал, чтобы папа лишил его духовного сана; обвинялся епископ не только в оскорблении короля, но и в измене и иных преступлениях. В декабре 1301 г. папа ответил королю обвинением его самого в посягательстве на духовную власть и потребовал его к своему суду. В то же время он отправил к королю буллу Ausculta, fili. Король, по преданию, сжёгши предварительно буллу, в апреле 1302 года созвал — впервые во французской истории — генеральные штаты.